# Lycianthes sancti-caroli
Lycianthes sancti-caroli là loài thực vật có hoa trong họ Cà. Loài này được (H. Winkl.) Bitter mô tả khoa học đầu tiên năm 1919.